# Phiếu trả lời quốc tế

Phiếu trả lời quốc tế do Bưu Cục Gulou Nam Kinh, China Post bán vào ngày 1 tháng 8 năm 2024

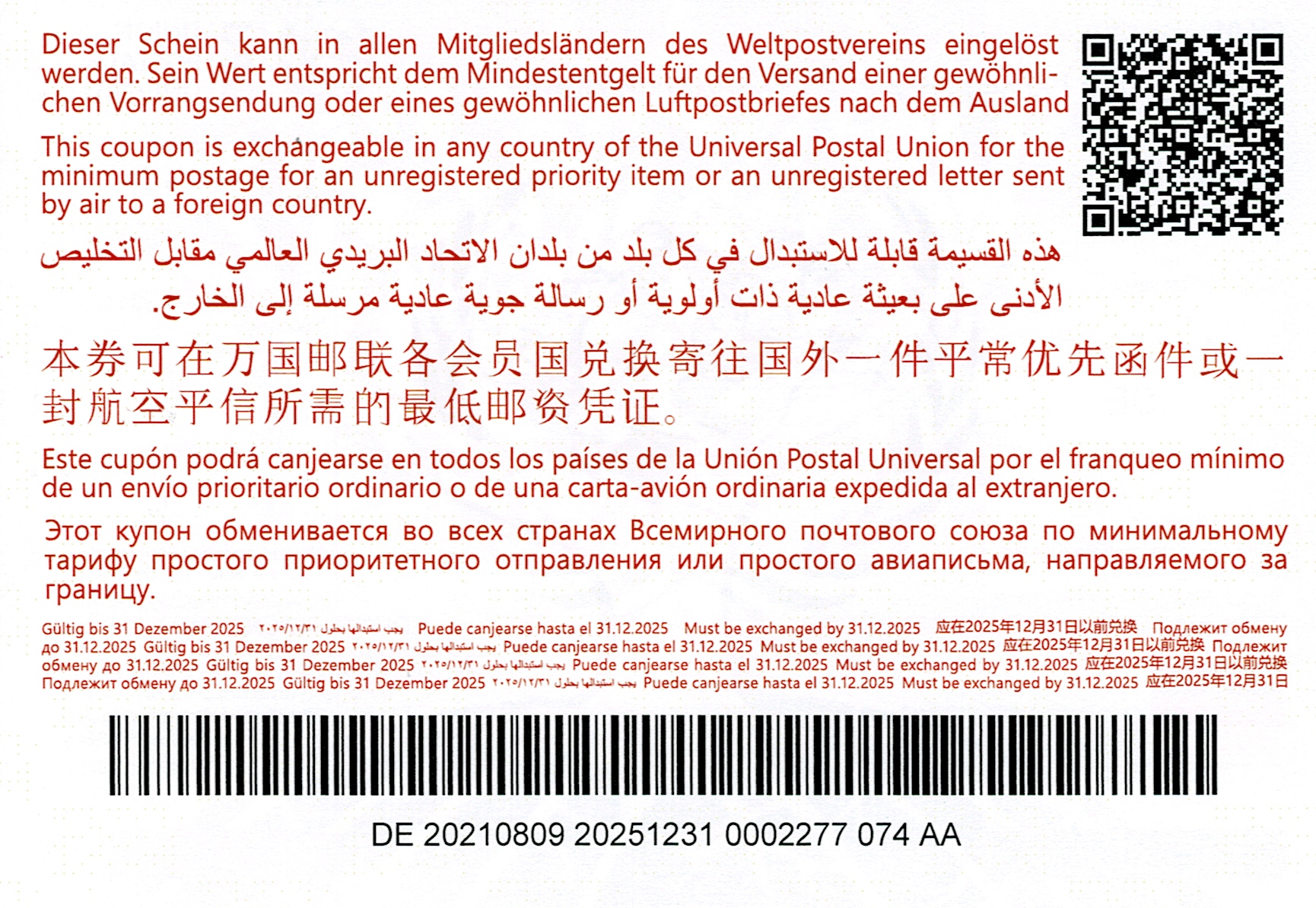
Mặt sau của Phiếu Trả lời Quốc tế có hướng dẫn sử dụng được in bằng sáu ngôn ngữ: Đức, Anh, Ả Rập, tiếng Trung, tiếng Tây Ban Nha và tiếng Nga.

Phiếu trả lời quốc tế (tiếng Pháp: Coupon-Réponse International, CRI; tiếng Anh: International Reply Coupon, IRC; Số tài liệu UPU: CN01) là một chứng từ do Liên minh Bưu chính Thế giới phát hành, có thể được đổi tại mỗi quốc gia thành viên với mức cước phí bưu chính tối thiểu áp dụng cho một bức thư hàng không ưu tiên thông thường gửi đến một quốc gia thành viên khác. Tất cả các quốc gia thành viên UPU đều có nghĩa vụ chấp nhận Phiếu trả lời quốc tế. 
Mục đích của Phiếu Trả lời quốc tế (IRC) là cho phép người gửi gửi thư cho người ở các quốc gia khác và bao gồm cả cước phí bưu chính cần thiết cho việc trả lời. Nếu người nhận ở cùng một quốc gia, không cần sử dụng Phiếu Trả lời Quốc tế, mà chỉ cần một phong bì tự ghi địa chỉ và dán tem (SASE) hoặc một bưu thiếp tự ghi địa chỉ là đủ. Tuy nhiên, nếu người nhận ở một quốc gia khác, Phiếu Trả lời Quốc tế giúp loại bỏ nhu cầu mua tem nước ngoài hoặc gửi tiền.

## Giới thiệu
Phiếu Trả lời Quốc tế được in bằng mực xanh và có hình mờ với dòng chữ "UPU" (viết tắt của Liên minh Bưu chính Thế giới) được in hoa. Mặt trước của mỗi phiếu trả lời được in bằng tiếng Pháp, mặt sau có hướng dẫn sử dụng bằng tiếng Đức, tiếng Anh, tiếng Ả Rập, tiếng Trung, tiếng Tây Ban Nha và tiếng Nga. Theo quy định của Liên minh Bưu chính Thế giới, các quốc gia thành viên tham gia không yêu cầu việc bán Phiếu Trả lời Quốc tế phải được đóng dấu. Do đó, một số phiếu trả lời do nước ngoài phát hành chỉ có thể được in tên tiếng Pháp của quốc gia phát hành khi được đổi.

## Lịch sử
Phiếu Trả lời quốc tế (IRC) lần đầu tiên được giới thiệu tại Đại hội Liên minh Bưu chính Thế giới ở Rome vào năm 1906. Vì khi đó chưa có dịch vụ bưu chính hàng không, IRC có thể đổi lấy tem cho thư gửi đường bộ quốc tế. Ngày nay, IRC có thể đổi lấy mức cước phí thấp nhất cho Thư hàng không Ưu tiên hoặc Thường xuyên tại các quốc gia thành viên UPU gửi ra nước ngoài.
Giá của một IRC thay đổi tùy theo quốc gia. Tại Hoa Kỳ, IRC có giá 2,20 đô la vào tháng 11 năm 2012; tuy nhiên, do nhu cầu giảm, USPS đã ngừng bán IRC vào ngày 27 tháng 1 năm 2013. Bưu điện Hoàng gia cũng ngừng bán IRC vào ngày 31 tháng 12 năm 2011, với lý do doanh số cực kỳ thấp, trung bình mỗi bưu điện chỉ bán được chưa đến một IRC mỗi năm. IRC mua ở nước ngoài có thể được sử dụng tại Hoa Kỳ để mua tem Thư Ưu tiên Quốc tế (1 ounce) và bìa thư in đè (tính đến tháng 10 năm 2024, mỗi IRC có giá 1,65 đô la).
Phiếu Trả lời Quốc tế ban đầu không có ngày hết hạn. Phiên bản Bắc Kinh, Nairobi, Doha và Istanbul, cũng như tất cả các phiên bản sau thiên niên kỷ, đều có ngày hết hạn. Phiếu Trả lời Quốc tế hiện tại là phiên bản Abidjan, có hiệu lực đến năm 2026. Kể từ năm 2009, các phiên bản mới của IRC được phát hành bốn năm một lần.

## Sử dụng
Phiếu Trả lời Quốc tế được các cơ quan bưu chính quốc gia đặt hàng từ trụ sở Liên minh Bưu chính Thế giới tại Bern, Thụy Sĩ. Chúng thường có sẵn tại các bưu điện lớn. Tại Trung Quốc, Phiếu Trả lời Quốc tế thường được bán tại các bưu điện được chỉ định ở các thành phố lớn.
Phiếu Trả lời Quốc tế được thiết lập để giải quyết vấn đề bưu phí trong giao tiếp quốc tế. Khi viết thư cho người nước ngoài và mong đợi phản hồi từ phía bên kia, người gửi thường đính kèm một Phiếu Trả lời Quốc tế trong thư. Bằng cách này, người nhận có thể sử dụng phiếu trả lời để đổi lấy bưu phí tại bưu điện địa phương mà không phải tự trả cước phí quốc tế. Mặc dù phiếu trả lời không phải là tem nhưng bạn có thể đổi nó thành phiếu bưu chính hoặc tiền mặt tại các bưu điện ở mỗi quốc gia thành viên.

## Thiết kế
Thiết kế Phiếu Trả lời Quốc tế thường được lựa chọn thông qua một cuộc thi thiết kế trước mỗi chu kỳ phát hành. Chủ đề, thời hạn và phần thưởng cho mỗi số báo được Liên minh Bưu chính Thế giới công bố, và nhà thiết kế thường nhận được 10.000 Phiếu Trả lời Quốc tế làm phần thưởng. 
Phiếu trả lời Istanbul, do họa sĩ đồ họa người Việt Nam Nguyễn Du thiết kế, có hình ảnh đôi bàn tay và chú chim bồ câu trên nền Bắc Cực, tượng trưng cho sự phát triển bền vững của ngành bưu chính. Thiết kế này được lựa chọn từ mười quốc gia tham dự Đại hội Liên minh Bưu chính Thế giới (UPU) tổ chức tại Istanbul, Thổ Nhĩ Kỳ vào ngày 7 tháng 10 năm 2016. Phiếu có hiệu lực đến ngày 31 tháng 12 năm 2021.
Phiếu trả lời Abidjan, do họa sĩ đồ họa người Belarus Valeryia Tsimakhavets thiết kế, có chủ đề "cây xanh lá và chim non", tượng trưng cho hệ sinh thái và bảo vệ khí hậu. Thiết kế này đã được công bố tại Đại hội Liên minh Bưu chính Thế giới (UPU) tổ chức tại Abidjan, Bờ Biển Ngà từ ngày 9 đến 27 tháng 8 năm 2021 và có hiệu lực đến ngày 31 tháng 12 năm 2026.

## Giá trị
Theo Quy tắc Thư tín UPU năm 2013, đơn vị tiền tệ của phiếu trả lời quốc tế là Quyền Rút vốn Đặc biệt (SDR) của Quỹ Tiền tệ Quốc tế. Mỗi phiếu trả lời quốc tế có giá trị 0,74 SDR. 

## Mô hình Ponzi
Năm 1920, Charles Ponzi đã lợi dụng sự chênh lệch giá cước bưu chính giữa các quốc gia để mua phiếu trả lời quốc tế với giá rẻ ở một quốc gia rồi đổi lấy tem ở một quốc gia khác. Điều này cuối cùng đã dẫn đến vụ Mô hình Ponzi.

## So sánh giá theo quốc gia
Giá của Phiếu trả lời quốc tế thay đổi tùy theo quốc gia.
| Bưu chính            | Giá    | Tỷ giá hối đoái | Đơn vị tiền tệ  |
| -------------------- | ------ | --------------- | --------------- |
| Bưu chính Việt Nam   | 27.000 |                 | Đồng Việt Nam   |
| Bưu chính Thái Lan   | 60     | 30              | Bạt Thái        |
| Deutsche Post        | 2.00   | 1.10            | Euro            |
| La Poste             | 2.10   | 2.10            | Euro            |
| Bưu chính Trung Quốc | 12.00  | 7.40            | RMB             |
| Bưu chính Hồng Kông  | 19.0   | 5.5             | HKD             |
| Bưu chính Ma Cao     | 12.0   | 6.0             | MOP             |
| Bưu chính Chung Hwa  | —      | 13              | Tân Đài tệ      |
| Bưu chính Nhật Bản   | 180    | 160 130         | Yên Nhật        |
| Bưu chính Hàn Quốc   | 1450   | 850             | Won Hàn Quốc    |
| Bưu chính Singapore  | 2.50   | 1.40            | Đô la Singapore |
| Bưu chính Na Uy      | 40     | 39              | Krone Na Uy     |
| Bưu chính Phần Lan   | 3,75   | 2,75            | Euro            |
| Bưu chính Hoa Kỳ     | —      | 1,65            | Đô la Mỹ        |
| Bưu chính Úc         | 4,55   | 4,55            | Đô la Úc        |